# Kvantung Bérleti Terület

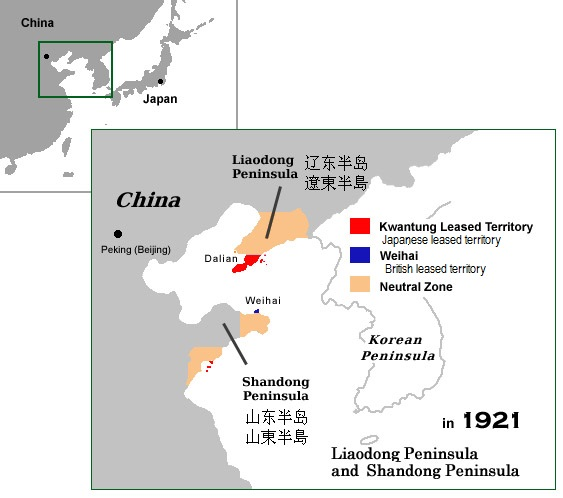
A Kvantung Bérleti Terület 1921-ben. Vörössel a japán, kékkel a brit koncesszió, okkerral pedig a semleges zóna van ábrázolva

A Kvantung Bérleti Terület (angolul: Kwantung Leased Territory) egy koncessziós terület volt Kínában 1898 és 1945 között, amely a Liaotung-félsziget déli részén és Északkelet-Kína egyes tengerparti területein lett kijelölve. A Csing-dinasztia ezeket a területeket katonai vereségei, elégtelen katonai potenciálja miatt volt kénytelen a külföldi országoknak kiutalni a 19. század végén. A terület komoly hadászati jelentőséggel bíró kikötőket is magába foglalt (Lüsunkou/Port Arthur/Rjodzsun és Dalian), jelentőségük az orosz–japán háborúban, majd később a második kínai–japán háborúban és a második világháborúban is megmutatkozott. Noha a mandzsukuói bábkormány révén Japán gyakorolta a tényleges ellenőrzést, mégis kapitulálásukig a névlegesen független Mandzsukuo részeként kezelték. A háború után a Szovjetunió megszállva tartotta a terület egy részét és a Szovjet Haditengerészet számára tartotta fenn Rjodzsun kikötőjét, majd 1955-ben átadta a Kínai Népköztársaságnak.
A Kvantung szó Kelet-Sanhaikuan-t jelenti (Kelet-„Sanhai-hágó”), Csinhuankdao része, a kínai nagy fal keleti vége. Napjainkban Hopej tartomány.

## Lásd még
- Mandzsúriai japán telepesek

## Fordítás
- Ez a szócikk részben vagy egészben  a   Kwantung Leased Territory című angol Wikipédia-szócikk ezen változatának fordításán alapul.  Az eredeti cikk szerkesztőit annak laptörténete sorolja fel. Ez a jelzés csupán a megfogalmazás eredetét és a szerzői jogokat jelzi, nem szolgál a cikkben szereplő információk forrásmegjelöléseként.